# Stenodyneroides bairstowi
Stenodyneroides bairstowi är en stekelart som först beskrevs av Giovanni Gribodo 1891.
Stenodyneroides bairstowi ingår i släktet Stenodyneroides och familjen Eumenidae. Utöver nominatformen finns också underarten Stenodyneroides bairstowi militaris.